# エミール・ワールブルク
エミール・ガブリエル・ワールブルク（Emil Gabriel Warburg、1846年3月9日 - 1931年7月28日）は、ドイツの物理学者である。

## 人物
ホルシュタイン公国アルトナに生まれた。ハイデルベルク大学で化学を学んだ。その後ベルリン大学でオーガスト・クント(August Adolf Eduard Eberhard Kundt)のもとで音響学をまなび1867年博士号を得た。普仏戦争の結果1872年にストラスブール大学がドイツの大学として再建されると、クントとともにストラトブール大学で気体運動の分野で業績をあげた。1876年にフライブルク大学に移り電磁現象の研究を行い磁気ヒステリスの研究を行った。1894年にクントが没するとベルリン大学の教授の職を継ぎ、1897年からベルリン物理学会の会長になり1899年から改組されたドイツ物理学会の会長を務めた。
研究した分野は、気体の運動理論、電気伝導度、気体放電、放射、強磁性体、発光分析に及んでいる。1881年に､後に断熱消磁による冷却法につながる純鉄の、消磁による冷却現象を発見している。
ワールブルクの功績から、エミール・ワールブルク財団が設けられ物理学の業績を表彰している。1998年からポーランドとドイツの物理学会が共同でポーランドとドイツの物理学者を隔年で表彰するスモルコフスキー・ワールブルク賞（Marian Smoluchowski - Emil Warburg Physics Prize）が設けられた。
ノーベル生理学・医学賞を受賞したオットー・ワールブルクの父親である。
日本の物理学者飯盛挺造が留学時指導を受けた。